# Apamea luculenta
Apamea luculenta là một loài bướm đêm trong họ Noctuidae.